# David Reivers
David Reivers (Kingston, Jamaica; 21 de noviembre de 1958) es un actor jamaicano, es padre del actor y cantautor Corbin Bleu. Ellos protagonizaron juntos la película original de Disney channel Jump In! donde David también actuó como padre de Corbin Bleu. También participó en la película High School Musical 3: Senior Year como el Sr. Danforth, padre de Chad Danforth (Corbin Bleu).

## Filmografía
1. High School Musical 3: Senior Year (2008).... Sr. Danforth
2. Jump In! (2007) (TV).... Kenneth Daniels
3. Pennies (2006).... The Man
4. Poseidon (2006).... John
5. My Name Is Earl (1 episodio, 2005)
6. Gilmore Girls.... Cop (1 episodio, 2005)
7. ... aka Gilmore Girls: Beginnings
8. After the Sunset (2004).... Bahamian Cop
9. JAG.... GSgt. Len McDaniel Ret. (1 episodio, 2004)
10. 24.... Detective Fisher (2 episodios, 2003)
11. Down the Barrel (2003) (V) (como David Rievers).... Mo
12. ... aka Luxury of Love (USA)
13. Charmed.... Bob Cowan (8 episodios, 2001-2002)
14. Malevolent (2002).... Det. Ray Bressler
15. Apple Valley Knights (2002) TV Series.... Moses
16. Lucky (2002) (voz).... Lucky
17. Touched by an Angel.... Officer Jim Percy (1 episodio, 2001)
18. Roswell.... Sero (1 episodio, 2000)
19. ... aka Roswell High (UK)
20. Cursed.... Bystander #2 (1 episodio, 2000)
21. ... aka The Weber Show
22. Titus.... Doctor (1 episodio, 2000)
23. Buffy the Vampire Slayer.... Foreman (1 episodio, 2000)
24. ... aka BtVS
25. ... aka Buffy
26. ... aka Buffy the Vampire Slayer: The Series
27. Ally McBeal.... Foreman (1 episodio, 2000)
28. City of Angels.... Amos Southerby (1 episodio, 2000)
29. Judging Amy.... Mr. Marquadt (1 episodio, 1999)
30. Felicity.... Housing Worker (1 episodio, 1999)
31. The Thirteenth Year (1999) (TV).... Math Teacher
32. Home Improvement.... Trainer (1 episodio, 1999)
33. Brooklyn South.... Cedric Mason (1 episodio, 1997)
34. Reading Rainbow.... Young LeVar's Teacher (1 episodio, 1996)
35. Malcolm X (1992) Elijah Muhammad's FOi
36. ... aka X
37. Gabriel's Fire".... Young Gabriel Bird (1 episodio, 1990)
38. Say No to Strangers (1990) (V).... Father
39. Forbidden Fruit (1989) (V).... Steven

- Datos: Q1176300
- Multimedia: David Reivers / Q1176300